# Hạt nano

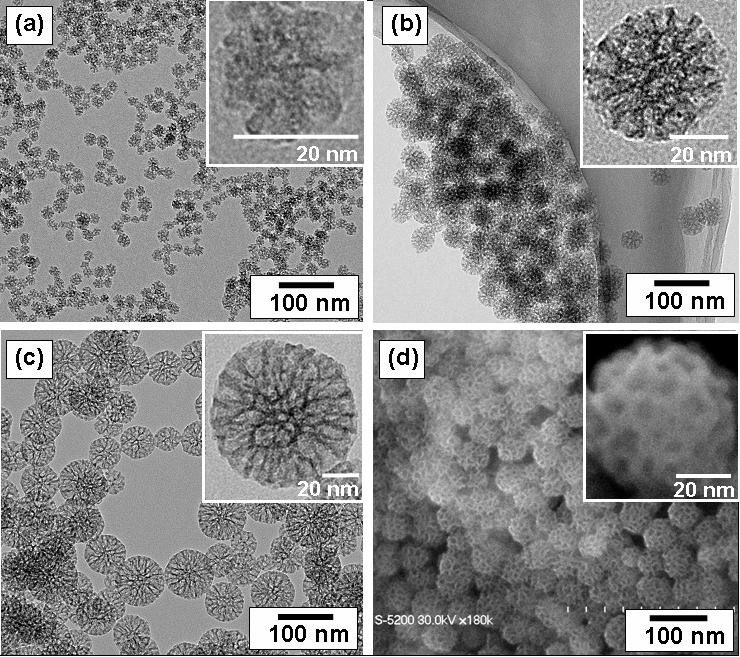
Kính hiển vi điện tử truyền qua (a, b và c) hình ảnh của các hạt nano silic mesopomatic đã chuẩn bị với đường kính ngoài trung bình: (a) 20nm, (b) 45nm, và (c) 80nm. Kính hiển vi điện tử quét (d) hình ảnh tương ứng với (b). Các miếng lót là một độ phóng đại cao của hạt silic mesopomatic.

Hạt nano là các hạt kích thước từ 1 tới 100 nanomét. Trong công nghệ nano, một hạt được xác định là một đối tượng nhỏ có thuộc tính như một đơn vị toàn bộ. Các hạt được phân loại tiếp theo đường kính. Các hạt siêu mịn cũng giống như các hạt nano và kích thước từ 1 đến 100 nanomét, hạt mịn có kích cỡ từ 100 đến 2.500 nm, và các hạt thô từ 2.500 tới 10.000 nanomet. Nghiên cứu khoa học trên các hạt nano đang rất phát triển do các hạt này có nhiều ứng dụng tiềm năng trong y học, quang học và điện tử.